# 浜松市勤労会館
浜松市勤労会館（はままつしきんろうかいかん）は静岡県浜松市中央区にある勤労福祉施設。愛称はUホール。

## 概要
浜松市水道部・城北庁舎の跡地に建設され、1984年（昭和59年）4月9日に開業した。音響設備に優れた552席のホールを持ち、内外クラシック演奏家のコンサートのほか、演劇鑑賞会や市民主催の文化活動などに利用されている。また、会議室は8人部屋の小規模なものから最大126人に対応する大会議室まで5室を備える。指定管理者は浜松市勤労福祉協会・三幸共同事業体。
浜松市勤労会館については老朽化や稼働率の低迷などから2021年から閉館が検討され、浜松市では2026年3月末で勤労会館を閉館する方針であり、浜松市勤労青少年ホームに機能を統合することにしている。

## 施設
- ホール（552席）
- 会議室（5室）
- 和室（3部屋）

## 開館時間
- 開館時間: 9:00–21:30
- 休館日: 年末年始（12/29～1/3）

## アクセス
- 東海道新幹線・JR東海道線浜松駅より徒歩25分。
- 遠鉄バス48和合西山線 ｢Uホール｣停留所下車すぐ。（浜松駅バスターミナル16番のりばから48下池川経由西山行バスで約10分。朝夕のみ運行。）
- 遠鉄バス8鶴見富塚じゅんかん、8・8-22大平台線、8・8-33伊佐見線、30・31舘山寺線、36大塚ひとみヶ丘線、37大久保線、40気賀三ヶ日線、41高台線、43引佐線、45奥山線、46・46-テ都田線、47葵町医大線「鹿谷町」停留所から徒歩約7分。（浜松駅バスターミナル1・2（0佐鳴台団地行を除く）・15・16番のりばから約10分。）